# Franz Hiekisch
Franz Hiekisch (1801–1874) var en finländsk pianotillverkare i Borgå och Viborg.

## Biografi
Hiekisch tillverkade instrument under Caisa Blomqvists privilegium (änka efter instrumentmakaren Henric Blomqvist). Hiekisch lämnade Borgå före år 1844. Senast 1853 blev han fast boende i Viborg. Den 20 oktober 1853 fick han privilegium att tillverka möbler och musikinstrument i staden.

## Medarbetare
- Johan Christian Wancke.